# Lycosa thorelli
Lycosa thorelli este o specie de păianjeni din genul Lycosa, familia Lycosidae. A fost descrisă pentru prima dată de Keyserling, 1877. Conform Catalogue of Life specia Lycosa thorelli nu are subspecii cunoscute.